# Плаксино (Бабаевский район)
Плаксино — деревня в Бабаевском районе Вологодской области.
Входит в состав Тороповского сельского поселения, с точки зрения административно-территориального деления — в Тороповский сельсовет.
Расположена на правом берегу реки Вешарка. Расстояние по автодороге до районного центра Бабаево составляет 29 км, до центра муниципального образования деревни Торопово — 3 км. Ближайшие населённые пункты — Горка, Гриньково, Карпово, Красиково, Кузовлево, Минино, Степаново, Ципелево.
Население по данным переписи 2002 года — 5 человек.